# Michael Warren Young
Michael Warren Young (Miami, 28 marzo 1949) è un genetista e biologo statunitense.

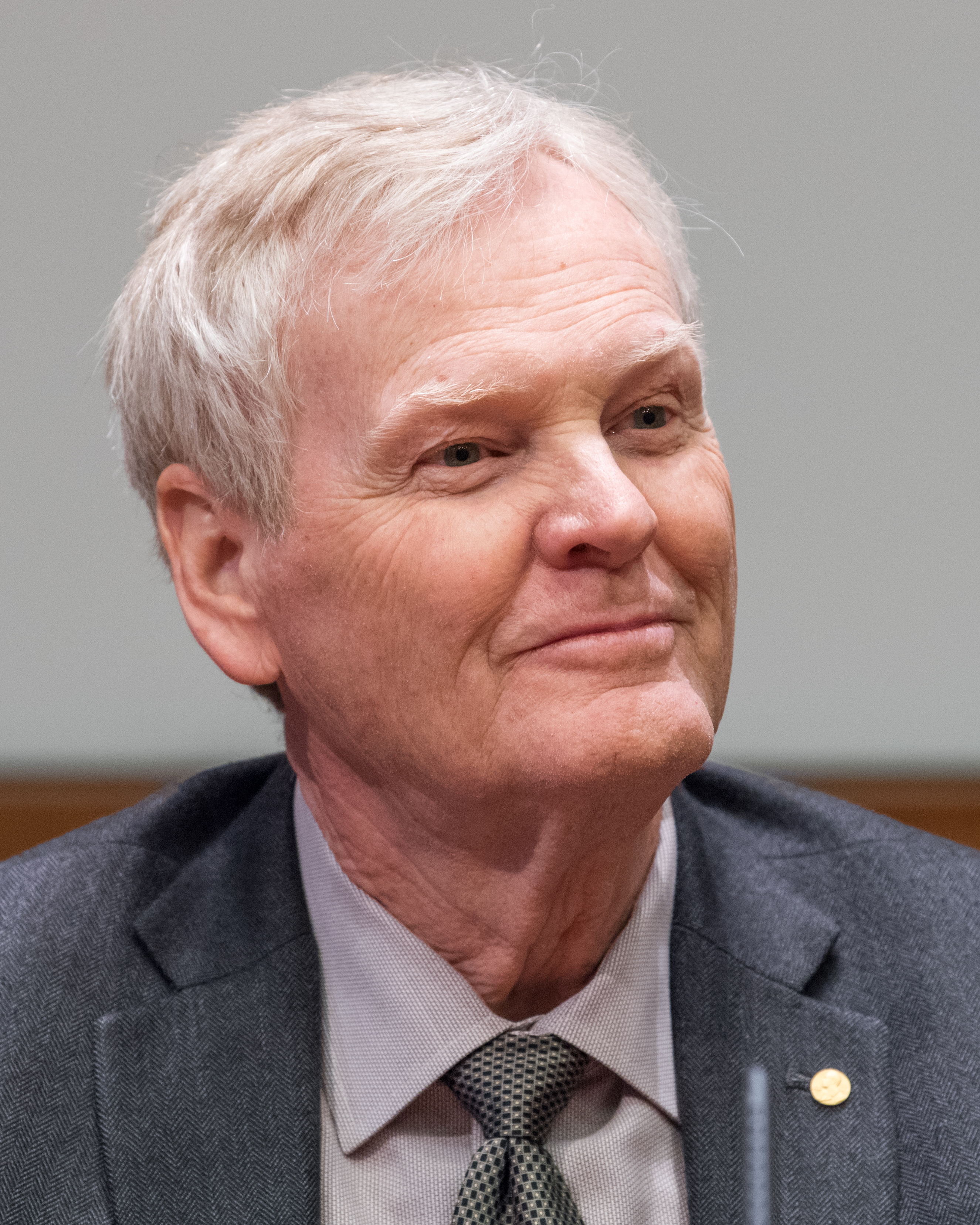
Michael Warren Young

Ha dedicato più di tre decenni alla ricerca, studiando modelli di sonno e veglia geneticamente controllati all'interno della Drosophila melanogaster.
Mentre frequentava l'Università Rockefeller, il suo laboratorio ha apportato contributi significativi nel campo della cronobiologia identificando i geni chiave associati alla regolazione dell'orologio interno responsabile dei ritmi circadiani.
È stato in grado di chiarire la funzione del gene period, che è necessario per regolare cicli di sonno normali nella mosca.
Al laboratorio di Young viene anche attribuita la scoperta dei geni timeless e doubletime, che sintetizzano le proteine necessarie per il ritmo circadiano.
È stato insignito del Premio Nobel per la fisiologia/medicina nel 2017 insieme a Jeffrey C. Hall e Michael Rosbash "per le loro scoperte sui meccanismi molecolari che controllano il ritmo circadiano".
(Michael Warren Young)

## Biografia

### Primi anni di vita e istruzione
Michael Warren Young è nato a Miami, in Florida, il 28 marzo 1949. Suo padre ha lavorato per Olin Mathieson Chemical Corporation nella gestione delle vendite di lingotti di alluminio nel sud-est degli Stati Uniti; sua madre, invece, lavorava per uno studio legale come segretaria.
Malgrado nella sua famiglia non vi fossero precedenti nel campo della scienza e della medicina, i genitori di Young sostenevano il suo interesse per la scienza e fornivano i mezzi per l'esplorazione scientifica attraverso microscopi e telescopi. Vivevano vicino a dei giardini zoologici privati, dove occasionalmente alcuni animali fuggivano nel loro cortile suscitando l'interesse scientifico di Young.
Michael Young è cresciuto in Florida, a Miami e nei dintorni. Poi la sua famiglia ha deciso di trasferirsi vicino a Dallas, in Texas, dove si diplomò alla LD Bell High School.
Nella sua prima adolescenza, i suoi genitori gli regalarono uno dei libri di Darwin sull'evoluzione e i misteri biologici. Il libro descriveva gli orologi biologici come la ragione per cui una pianta produceva fiori che si chiudevano durante il giorno e si aprivano di notte. La posizione e la composizione di questi orologi erano, però, sconosciute e questo suscitò l'interesse di Michael Young in tenera età.

### Vita familiare
Mentre lavorava come studente universitario presso l'Università del Texas, Michael Young ha incontrato la sua futura moglie Laurel Eckhardt. Successivamente, entrambi si sono trasferiti all'Università di Stanford, dove Michael ha lavorato come borsista post-dottorato e Laurel ha conseguito il dottorato con Len Herzenberg e oggi è professoressa di biologia all'Hunter College. Michael e Laurel lavorano ancora uno vicino all'altro ed hanno due figlie, Natalie e Arissa.

## Carriera accademica
Young ha conseguito la laurea in biologia presso l'Università del Texas ad Austin nel 1971.
Dopo un'estate di ricerca sul genoma della Drosophila con Burke Judd, Young è rimasto all'UT per completare un dottorato di ricerca in genetica nel 1975 rimanendo affascinato dalle ricerche incentrate sulla Drosophila.
Durante la sua specializzazione, ha appreso di Ron Konopka e del lavoro di Seymour Benzer con mutanti circadiani della Drosophila, che lo ha condotto al suo futuro lavoro nella clonazione del gene period.
Michael Young ha continuato i suoi studi attraverso la formazione post-dottorale presso la Stanford University School of Medicine alimentando l'interesse per la genetica molecolare e particolare attenzione per gli elementi trasponibili.
Ha lavorato nel laboratorio di Dave Hogness ed ha acquisito familiarità con i metodi del DNA ricombinante.
Due anni dopo è entrato alla Rockefeller University come assistente universitario.
Nel 1984 è stato professore associato e successivamente è diventato professore nel 1988. Nel 2004, Young è stato nominato vicepresidente per gli affari accademici e ha ricevuto la cattedra di Richard e Jeanne Fisher.

## Carriera scientifica

### Scoperta di per
Alla Rockefeller University, nei primi anni '80, Young ed i due membri del suo laboratorio, Ted Bargiello e Rob Jackson, hanno approfondito lo studio del gene period circadiano nella Drosophila. Hanno costruito segmenti di DNA ricombinante della Drosophila, li hanno amplificati nei batteri e poi iniettati in animali mutanti per per. È stato utilizzato un dispositivo di controllo del comportamento locomotore per analizzare l'attività comportamentale.
Il team ha osservato e registrato l'attività del moscerino della frutta durante il giorno e la notte per dimostrare che il moscerino ripristinava i ritmi comportamentali circadiani trasferendo un gene per funzionale.
Successivamente, determinando la sequenza dei geni sul cromosoma X, essi hanno scoperto che la mutazione aritmica produceva una proteina non funzionale, mentre i mutanti di lungo e breve periodo di per modificavano la sequenza aminoacidica di una proteina ancora funzionale.

### Scoperta di timeless
Dopo la scoperta di per, il laboratorio di Young si è messo alla ricerca di ulteriori geni circadiani.
Alla fine degli anni '80, Amita Sehgal, Jeff Price, Bernice Man hanno aiutato Young a utilizzare la genetica avanzata per individuare ulteriori mutazioni che alterassero i ritmi del moscerino della frutta.
Un nuovo gene situato sul cromosoma 2 è stato chiamato timeless (tim) ed è stato clonato e sequenziato con successo.
Sono state trovate forti connessioni funzionali tra tim e per. Mutanti per tim interferivano con la ciclicità dell'mRNA per.
Nel 1994, Leslie Vosshall, uno studente universitario presso il laboratorio di Young, ha scoperto che se le proteine PER venivano protette dalla degradazione, si sarebbero accumulate senza TIM, ma non potevano muoversi verso i nuclei.
Successivamente, Young e altri hanno scoperto che le proteine TIM non si accumulano nei nuclei per mutanti in per. Hanno concluso che PER e TIM lavorano insieme.
Un altro membro del laboratorio, Lino Saez, ha notato che PER e TIM si associano tra loro per stabilizzarsi e permettere il loro accumulo nucleare.
Studi successivi, svolti dai laboratori di Young, Sehgal e Edery, hanno rivelato che la luce provoca la rapida degradazione di TIM ed il ripristino della fase del ritmo circadiano.

### Fosforilazione di doubletime
Nel 1998, Jeff Price, membro del laboratorio di Young, ha scoperto una chinasi chiamata doubletime (caseina chinasi 1) che fosforila PER su certi residui di serine.
Questo è il segnale per la degradazione. Quando PER e TIM sono legati, doubletime non sembra essere in grado di fosforilare PER, permettendogli di accumularsi.
La scoperta di Young dei mutanti per doubletime, nel 1998, è stata presto seguita dalla scoperta, nel 2001, di una forma di Sindrome Familiare Avanzata della Fase del Sonno (FASPS) negli esseri umani, legata ad un polimorfismo hPer2, che rimuove una serina normalmente fosforilata dalla caseina chinasi 1.
Altre forme di FASPS sono causate da mutazioni che alterano il gene della caseina chinasi 1.
Le mutazioni di doubletime nella Drosophila alterano la fosforilazione e la degradazione della proteina PER. Questo influenza la regolarità nel periodo dell'organismo. Questa scoperta ha consolidato il ruolo di doubletime come parte necessaria dell'orologio circadiano.

## Scritti principali
- Double-time is a Novel Drosophila Clock Gene that Regulates PERIOD Protein Accumulation, Elsevier, 1998
- The Drosophila Clock Gene double-time Encodes a Protein Closely Related to Human Casein Kinase Iε, Elsevier, 1998
- Time zones: a comparative genetics of circadian clocks, nature.com, 2001
- A Role for the Segment Polarity shaggy/GSK-3 in the Drosophila Circadian Clock, Elsevier, 2001
- Vrille, Pdp1, and dClock Form a Second Feedback Loop in the Drosophila Circadian Clock, Elsevier, 2003

## Posizioni e riconoscimenti
- 1978: borsa di studio Andre e Bella Meyer Foundation[1]
- 2006: Premio Pittendrigh / Aschoff della Società per la Ricerca sui Ritmi Biologici[1]
- 2007: Membro dell'American Academy of Microbiology[1]
- 2007: Membro dell'Accademia nazionale delle scienze[1]
- 2009: Premio Gruber in neuroscienze (con Michael Rosbash e Jeffrey C. Hall)[17]
- 2011: Premio Louisa Gross Horwitz (con Michael Rosbash e Jeffrey C. Hall)[7]
- 2012: Premio Massry (con Michael Rosbash e Jeffrey C. Hall)[7]
- 2012: Canada Gairdner International Award (con Michael Rosbash e Jeffrey C. Hall)[7]
- 2013: Premio Shaw inscienza della vita e nella medicina (con Michael Rosbash e Jeffrey C. Hall)[7]
- 2013: Premio Wiley in scienze biomediche (con Michael Rosbash e Jeffrey C. Hall)[18]
- 2017: Premio Nobel in Fisiologia e Medicina (con Michael Rosbash e Jeffrey C. Hall)[19]